# Mai-Mai Kata Katanga
Mai-Mai Kata Katanga, también llamado Mai-Mai Bakata Katanga, es un grupo rebelde Mai-Mai de la República Democrática del Congo que lucha por la independencia de la provincia de Katanga del Congo, luchando en la insurgencia en curso. Se formó poco después de que el líder del grupo, Gédéon Kyung Mutanga, escapara de prisión en septiembre de 2011, donde estaba cumpliendo una condena por crímenes contra la humanidad cometidos por sus partidarios entre 2002 y 2006 en el centro de Katanga. Kata Katanga significa "cortar [por ejemplo, separar] Katanga" en suajili. Se estima que durante su apogeo en 2013, el grupo contaba con aproximadamente 3000 militantes, la mayoría originarios del Territorio Mitwaba.

## Historia
La operación más significativa de Mai-Mai Kata Katanga tuvo lugar el 23 de marzo de 2013, cuando 200 rebeldes entraron en Lubumbashi, capital provincial de Katanga y la segunda ciudad más grande del Congo, portando la bandera del antiguo estado secesionista de Katanga (1960-1963). Al menos 35 personas murieron y más de sesenta fueron heridas antes de que los rebeldes se rindieran a las fuerzas de paz de las Naciones Unidas (ONU). Como resultado del conflicto, casi 400 000 personas de Katanga viven en campamentos como desplazados internos.
En agosto de 2013, la misión de las Naciones Unidas en la República Democrática del Congo, MONUSCO, rescató a 82 niños, algunos de tan solo ocho años, que habían sido reclutados a la fuerza por la milicia como niños soldados. La MONUSCO afirmó que un total de 163 personas, incluidas 22 niñas, habían sido liberadas desde principios de año. La Oficina de las Naciones Unidas para la Coordinación de Asuntos Humanitarios (UNOAH) afirmó que los efectos de la insurgencia de Kata Katanga se habían extendido a la mitad de los 22 territorios de Katanga para marzo de 2013.
La violencia en Kata Katanga disminuyó después de 2013 y, en 2015, Kyungu anunció la creación de un partido político para presentarse a las elecciones generales de la República Democrática del Congo de 2018, previstas para 2017. En octubre de 2016, el propio Kyungu y varios cientos de rebeldes entregaron sus armas en una ceremonia en Lubumbashi. Su partido es el Movimiento de Independentistas Revolucionarios Africanos (Mouvement des Indépendantistes Révolutionnaires Africains, MIRA). La afiliación política del grupo no esta clara, sin aparentes vínculos de financiación extranjera o contar con aliados nacionales, teniendo un alcance regional en sus actividades.
Kata Katanga permanece activa y realizó varias "incursiones" en pueblos y ciudades de Katanga. Tres soldados del gobierno y dos rebeldes murieron durante un enfrentamiento en Lubumbashi en octubre de 2019. El 29 de marzo de 2020 se produjeron varias incursiones adicionales en localidades de Katanga, en las que murieron 30 rebeldes. El 25 de septiembre de 2020 se produjo otro ataque en Lubumbashi, en el que murieron 16 rebeldes y tres soldados. En el ataque, la milicia volvió a utilizar la bandera de Katanga y estaba armada principalmente con machetes.
El 29 de enero de 2022, unos 100 combatientes Mai Mai Kata Katanga, bajo el mando de Gédéon, capturaron Mitwaba, Provincia de Alto Katanga; los rebeldes aprovecharon la oportunidad para declarar una vez más su intención de restaurar la independencia de Katanga. Se retiraron de la zona antes de que las fuerzas de seguridad pudieran responder eficazmente. Las FARDC afirmaron que algunos rebeldes se habían rendido y el resto se retiró.
En enero de 2023, las FARDC atacaron a las fuerzas Mai Mai Kata Katanga que se escondían en el Parque nacional de Kundelungu y el Parque nacional Upemba. A lo largo de 2024, Mai-Mai Kata Katanga organizó varias redadas. El mayor ataque tuvo lugar en diciembre y tuvo como objetivo cuatro aldeas en el territorio de Moba, Provincia de Tanganica lo que provocó que 4000 personas huyeran de sus hogares.

## Bibliografia externa
- *Kennes, Eric; Larmer, Miles (2016). The Katangese Gendarmes and War in Central Africa: Fighting Their Way Home. Bloomington: Indiana University Press. ISBN 9780253021304.